# パンクブーブー
パンクブーブーは、吉本興業所属のお笑いコンビ。略称は「パンブー」。M-1グランプリ2009、日清食品 THE MANZAI 2011王者。

## メンバー
佐藤 哲夫（さとう てつお、1976年4月3日 - ）（49歳）
ボケ・ネタ作り担当。

黒瀬 純（くろせ じゅん、1975年5月8日 - ）（50歳）
ツッコミ担当。

## 来歴

### 福岡吉本時代
メンバーは元々吉本興業福岡事務所（現・吉本興業福岡支社、以下「福岡吉本」と記述）に所属しており、佐藤は6期生、黒瀬は8期生としてデビュー。佐藤は約6年間、黒瀬は約4年間福岡吉本に在籍していた。当時の佐藤は赤峯康一（元どんぴしゃ）とコンビ「モンスターズ」を組み、『Hi-Ho!』（テレビ西日本）などの番組に出演していた。黒瀬はバッドボーイズと同期で、上荒礒勇とコンビ「バレッタ」を組んでいた。2人の初対面は黒瀬を含む福岡吉本8期生の歓迎会で、佐藤はその2つ上の先輩として彼らと顔を合わせたが佐藤は黒瀬のことを「ダサイ奴」と思い、黒瀬の方は佐藤を「寡黙で雰囲気のある、ちょっと怖い先輩」として見ていた。しばらくは特に大きな接点もないままであったが、パチンコ好きで目押しが得意だった2人はコンバット満MCの深夜パチンコ番組のレギュラーとして抜擢され、それをきっかけとして親交を深めるようになる。
やがてお互いのコンビが同時期に解散し、上京を考えていた2人は自然と行動を共にするようになる。そしてたまたまボケとツッコミだったことから2001年4月に現在のコンビを結成。結成当初のコンビ名は「ブーブー・ザ・パンク」だったが、程無くして現在のものに改めた。コンビ名はそれぞれの解散してしまったコンビを車に例え、「車（ブーブー＝コンビ）がパンクしてもくっついて力を合わせればまだ走れる」という意味に由来する。ただしM-1ではコンビ名が原因で、スポンサーがオートバックスだっただけに扱いに苦慮していたエピソードもある（後述）。

### 東京吉本へ
当時の福岡吉本では所長の方針で、「事務所の許可なしに芸人自身の判断で東京の事務所へ移籍することは認めない」というものがあり、どうしても上京したい芸人は「吉本を辞め、東京の芸能事務所のオーディションを受けて入り直す」のが慣例であった。これに倣って2人は上京するために一度吉本を辞めて、活動の拠点を東京に移した。
上京して間もない頃は、吉本にこだわらず東京中の芸能事務所のオーディションに参加していた。それから少し経って東京へ転勤になったその福岡吉本所長から謝罪を受け、「吉本の新しい劇場（ルミネtheよしもと）がもうすぐ完成するから、もう一度吉本に来い」と誘われて再び吉本入りを決意。ルミネの誕生と共にルミネの舞台へ立ち続けている数少ない芸人でもある。
結成から2年後の2003年、『爆笑オンエアバトル』（NHK総合）に初出演し番組記録タイとなる高得点をマーク（詳細は後述）。一躍コアなお笑いファンの注目を集める存在となる。その後も同番組へ出演し続け屈指の強豪として知名度は上昇、同番組を支える1組となった。
第2回、第3回「お笑いホープ大賞」において決勝進出。第2回大会の決勝では珍しくコントを披露するもネタの途中で女装していた佐藤のパンツが見えてしまい、それを見た黒瀬が思わず笑って後半のネタがおかしくなり優勝を逃した。

### 『M-1』優勝以降
2009年、『M-1グランプリ2009』で優勝。九州出身の芸人かつ吉本所属の関東漫才師として初の受賞。また、大阪を除く吉本地方事務所出身者としても初の優勝であった。最終決戦では審査員7人全員から票を得た。
2010年10月7日、フットボールアワーのオンラインを担当したが、麒麟のオンラインを2回、フットボールアワーを1回担当したのは覚えていたがオリエンタルラジオのオンラインを担当していたのは忘れていた。2010年10月19日にはペナルティのオンラインを担当した。
2010年、『M-1グランプリ2010』にて2連覇を狙うべく出場したが、準決勝で敗退。敗者復活戦を勝ち上がり決勝に進出し、最終決戦まで残るも票を得られず3位に終わった。
2011年、『M-1グランプリ』の後継番組となる『日清食品 THE MANZAI 2011』に歴代『M-1』王者の中で唯一出場し、認定漫才師に選ばれる。2回の本戦サーキットでどちらも1位となり、2位の磁石に10ポイント差という大差を付けての決勝大会進出となった。決勝大会でも勢いそのまま優勝を成し遂げ、2009年の『M-1グランプリ』と併せて2冠を達成した。
『THE MANZAI 2011』の優勝商品である「フジテレビの番組レギュラー権」として、2012年1月9日よりフジテレビ三田友梨佳アナウンサーと共にパンクブーブー初の冠番組『ミタパンブー』が開始。『おかっちM.C. THE MANZAI 応援宣言!』の後番組で、月 - 木曜日の深夜24:35-24:45に放送される帯番組となる。
2012年8月8日、三田アナウンサーの『恋のミタパン』シングルと同時に彼らもシングル『恋のパンクブーブー』を発売、同日フジテレビ夏のイベントお台場合衆国のCD発売イベントで揃ってデビュー曲を披露した。

## エピソード
- 2人の芸歴に差はあるものの、お互いのことは「哲っちゃん」「純ちゃん」と呼んでいる。芸人仲間からもこの呼称で呼ばれている。
- 2人のルックスの華のなさ・地味さは当人たちも自認しており、メディアなどでもそういった境遇を自虐的に語ることが多い。
- テレビ出演時など普段はきちんとした標準語を話すものの、ブログやTwitter内では方言交じりになることも多い。「誰もが楽しめる漫才」をコンセプトにしていること、当時は上京してくる地方芸人が現在ほど多くなかったため標準語にならざるを得なかったこと、また佐藤は大分出身の大分弁で黒瀬は福岡出身の博多弁であり両者の使う方言そのものが微妙に違うことも影響している。しかし上京した当初、佐藤は標準語での漫才のやり方が分からず苦労したと『さんまのまんま』（フジテレビ）出演時に述べている。また、黒瀬曰く「上京したばかりの頃は無理に江戸言葉を使ったりして漫才をしていたが、全くウケなかった」という[3]。
- 上京当時、福岡吉本は「アマチュア集団」「吉本のバッタモノ」など散々な目で見られており、上京したばかりの2人は非常に肩身の狭い思いをしたとのこと。しかし彼らが芸人間で高い評価を得ていく内に東京の芸人やスタッフたちにも福岡吉本に対する偏見が徐々に無くなったらしく、先輩の博多華丸・大吉は2人を「自慢の後輩」と称している。
- 『ヨシモト∞』（ヨシモトファンダンゴTV）ではAGE AGE LIVEのMCを務めていた。同LIVEのMCは他に2丁拳銃や華丸・大吉、ルート33らベテラン芸人が並び、パンクブーブーは最も若手の部類に入る。またこの経歴故に、東京吉本の若手芸人（通称・AGE AGEメンバー）の多くとも親しく、彼らから慕われている。
- 2人とも『R-1ぐらんぷり』にも参加するなど、ピン芸人としての活動も積極的に行なっている。

### 交友関係
- 同時期に上京してきたタカアンドトシ、トータルテンボスと交流が深い。また東京ダイナマイトとは彼らが吉本に入る前からの付き合いで、佐藤は彼らの吉本入りを喜ぶ心境をブログに綴っている。『M-1グランプリ2009』を機に、共に最終決戦で戦った笑い飯・NON STYLEとも親しくなった（後に3組とも『M-1』王者に輝いた）。特に仲の良い舞台仲間にはあべこうじ、ガリットチュウ、ニブンノゴ!（解散）、ギンナナ（解散）、Bコース（解散）、佐久間一行などのNSC東京校2期出身（『アメトーーク!』（テレビ朝日）での「泥の97年デビュー組」）、グランジ、ポテト少年団（解散）、ザ・パンチなどがいる。
- 「周りに支えられ芸人」と自称するほど、多くの理解者や仲間に恵まれている。特に舞台叩き上げの芸人たちや長年燻ってきた芸人たちからは絶大な信頼を寄せられ、ガリットチュウは彼らを「売れない芸人の星」と評している。また、ポテト少年団はパンクブーブーの『M-1』優勝を「ドブのなかからダイヤモンド」と比喩している。『M-1』優勝後に佐藤は「『ドブでもやればできるんだって、勇気をもらいました』と（自分と）同じようなドブ芸人たちから言われて、それがすごく嬉しかった」とも述べている。
- 一目置かれる活躍をしたにもかかわらず、容姿の点で損をしている芸人たち（5GAP、てんぐ、ロシアンモンキー（解散）、セブンbyセブン、オオカミ少年、レアレア[4]など）の集まりである「華無会（はななしかい）」を結成し、不定期でライブを行なっている。

### 爆笑オンエアバトル
戦績は19勝2敗・最高537KBで、ゴールドバトラーに認定。高評価の代名詞・オーバー500獲得回数11回の最多獲得記録保持者であることから、番組内では「ミスターオーバー500」という呼称で呼ばれ、番組史に残る強豪挑戦者としてその名を挙げられる機会が多い。
しかし、通常回では番組屈指の強豪として高く評価されていた一方、強豪挑戦者の中からチャンピオンを決定するチャンピオン大会では成績の振るわないことが多かった。2008年4月のナレーションコールでは「無冠の帝王」と紹介されており、実力の高さと勝負弱さ及び不運を併せ持ったコンビであった。
初挑戦
- 2003年6月の長崎県長崎市での収録において初挑戦。陣内智則、ダイノジ、いつもここから、はなわ、スピードワゴンといった強豪が犇いていた収録で無名のニューフェイスとして参戦。視聴者1位バトルで2人の語ったところによると、これがコンビとして初のテレビ出演だったらしい。当然知名度も前評判も皆無に近かったが、初挑戦にして537KB（100人中98人が投票）という高得点を獲得。その放送ではトップ通過、「初挑戦における最高キロバトル」として陣内智則に並ぶ歴代1位タイを記録。
- メンバー曰く「オンバトはチャンスだったが、他にも出たがっている吉本の若手は沢山いたので、落ちてしまうと次がないかもしれないと恐怖も感じていた」という。また2人は九州出身で、収録地が長崎であったためそういう点でもかなり気合が入っていたと語っている。ただ「格好や髪型がモテようと必死」「（ネタの中で）地元の駅名出すし、ネタ終わりでお辞儀を7回くらいするし、媚び媚びなのがミエミエ」と、初登場時のVTRを改めて見た2人は「恥ずかしい」と感想を述べている。
- 大量のボールを獲得した結果に他の芸人も驚き、結果発表前のダイノジやスピードワゴンからは「絶対に合格（オンエア）したよ」と励まされていた。
- この時にパンクブーブーを励ましていたスピードワゴンは、461KBという高得点を獲得しながらも彼らに押し出されるような形で6位オフエアとなり（5位のはなわとはボール1個差であった）、2人の快挙の裏で「オフエア最高得点記録」という珍記録を打ち立てる羽目になった。
- この初挑戦時には「初挑戦における最高キロバトル」記録保持者である陣内も出演していたが、陣内がこの記録を出した放送では佐藤がパンクブーブーを結成する以前に組んでいた「モンスターズ」が出演している（モンスターズは7位オフエア）。
- また、「今よく着ている青と白のストライプのジャケット（通称・ローソンジャケット）を初めて着て出たのがオンバトの第1回、長崎大会でした」と黒瀬は語っている（ぴあ2010年3月号より）。

「強豪」と「無冠の帝王」
- 初挑戦直後、『オンエアバトル』を特集した雑誌にて2人は「新星」として紹介されているが、その中では「今後の目標は（今回の好成績が）まぐれ、って言われないように頑張ること」と語っている。その言葉を実証するかのように2人はその後もトントン拍子に高得点を連発、番組初の3回連続オーバー500（同時に番組タイ記録となる初挑戦から3戦連続トップ通過も記録）を成し遂げるが、4回目の挑戦でオフエア。5回目の挑戦で再びオーバー500を獲得してリベンジを果たし、番組史上初となる「チャンピオン大会出場条件である年間4勝内全てでオーバー500を達成する」という記録を打ち立てた。年間合計キロバトル数は2084KBとなり「年間獲得キロバトル」の歴代最高を記録（この記録は番組終了まで破られなかった）、初登場年にて年間ランキング1位に輝くという偉業も成し遂げたが、チャンピオン大会はセミファイナルで6位敗退となった。
- 2004年に行われた第7回チャンピオン大会にも順当にエントリー、去年敗退したセミファイナルを1000KBオーバー（1010KB獲得）で1位通過。チャンピオンへの期待が高まるなかファイナルへ臨むが、その大会で披露した「電車の車掌」は今までのネタとは一線を画する『北斗の拳』をモチーフにした破天荒なもので（ネタが飛石連休と被った影響もあるものの）、362KBという低得点を叩き出しファイナル最下位を記録してしまった。本人たちも出番終了後のコメントで観客・視聴者に対して謝罪している。『オンエアバトル』DVD内での2人の談によれば、とても賞レース向けとは思えないそのネタに当時のマネージャーからは「お前らオンバト出たくないのか!?」と激怒されたという。また、雑誌のインタビューでも黒瀬は「いろんな人からクソみたいに怒られた」とも語っている。
  - これについては『お笑いTYPHOON!』2004年5月号でのインタビューで、「言われるのは点数ばかりでネタを覚えてもらえない」「あのまま高得点とり続けても、何も変わらないと思う」「（これからは）僕らが本当に面白いと思う部分をいろいろ試していかないと（芸人として）突破できない」「だから今年はオンバト落ちるかもしれないが、それでも構わない」などと話していた。また、「ファイナルに行ったら1位を狙わず、何それ?っていうようなバカコントをやりたい」「今までと違う、スベッてたけど印象に残った、っていうのをやりたい。それが実はオンバト1回目に受かったときからの目標だった」と明かしており、また後に発売された「爆笑オンエアバトル公式本7」のインタビューで佐藤は「その時は目立ってやろうと考えてた」とコメントしている。
  - この年の彼らは上記の「車掌ネタ」の他にも通常回で度々挑戦的なネタを演じてきており、6月19日に放送された岡山県収録では番組内で初めてコントを披露しオンエアを獲得した。ちなみに結果は469KBで、彼らにとって400KB台では初のオンエアであった。また、11月27日に放送された北海道北見市収録では最初に漫才へ入ってから途中でショートコントに切り替わるというかなり異色のネタ（オチも滅茶苦茶だった）を披露するも、こちらもオンエアを獲得していた。このネタも上記の「車掌ネタ」程ではないが、各方面から非難を浴びたという。10月2日の放送で漫才「お化け屋敷」を披露していた時に、黒瀬自身が「もうすっかり夏じゃないですか…」と発言して季節外れも甚だしい内容になってしまうという珍事が起きた。

- 2005年度はネタの方向性の変化もあり（初期の勢いある漫才から、現在の正統派漫才への過渡期だった）、オフエアこそならなかったものの獲得KBは大きく減った。佐藤の格好から「ピンクはげ時代」とも呼ばれている。この年はM-1グランプリの予選も3回戦進出に終わっている。愛・地球博で行われた収録では389KBでのオンエアと自身最低KBでのオンエア記録を作ってしまい、この年度はオーバー500も1回しか取れず年間ランキングもギリギリの20位であった。本当は井上マーと同率20位であったが、年間最高KBが唯一のオーバー500だったおかげで出場できた（年間最高KBの差のせいで出場できなかった井上マーは2008年度に3年越しの出場を果たしている）。チャンピオン大会セミファイナルでは6位敗退。
- 2006年3月の第8回チャンピオン大会終了後は1年以上出場がなかった。この空白の時期においては詳細は不明であるが、雑誌インタビューのなかで「2006-2007年は本当にヤバかった」「（なかなか売れない苛立ちから）廃業や移籍も考えた」と語っている（月刊エンターテイメント3月号より）。
- その後、2007年6月に復帰しオーバー500を獲得。その後も高得点で3連勝を飾ったがチャンピオン大会出場ラインである4勝目を賭けた戦いで、未勝利のアルコ&ピースに抜かれてしまいオフエア。連勝が11で止まったばかりか、4勝目を獲得できずチャンピオン大会出場を逃がした。パンクブーブーがオフエアとなったのは2004年1月23日以来、約4年ぶりとなる。
- それでも2008年度にリベンジを果たすと高得点を続け、2008年11月13日の放送でオーバー500獲得回数が10回となり、アンジャッシュを上回り番組歴代単独1位となった。番組終了時点で唯一のオーバー500回数2桁を獲得した芸人である（2位はタイムマシーン3号の9回）。
  - この年もチャンピオン大会に進出。セミファイナルを1000KBオーバー（1018KB獲得）で通過しファイナルに進出するが結果は4位だった。ただ、この時に披露した「電気店へのクレーム」「陶芸家に弟子入り」は、約1年後に臨むことになる『M-1グランプリ2009』で披露した2ネタのベースになったものである。故に『M-1』優勝へと繋ぐ敗戦だったという見方もある。

- 番組のシステムが変わった2009年度は7月の長野県東御市で収録された第4戦に出場。517KBという高得点を獲得するもしんのすけとシャンに敗れ、チャンピオン大会出場は叶わなかった。しかし視聴者投票で1位に選ばれ、視聴者投票1位バトルに進出。『M-1グランプリ』のファーストステージと同じ「近隣住民のクレーム」を披露したが、4位で敗退。この年に3連覇を果たしたトータルテンボスは番組ホームページのインタビューで「本当はパンクブーブーと戦って倒したかった」と語っている。
- その直後に刊行された「爆笑オンエアバトル公式本12」内で、番組からの卒業を発表。約7年に及ぶ番組での活動に幕を閉じた。この7年間という活動期間は強豪挑戦者としては屈指の長さで（当番組は売れれば卒業できるシステムであるため）、実力は高かったが番組外ではなかなか評価されてこなかったという証でもある。

備考
- 2回ネタが被ったことがある。1回目は前述の第7回チャンピオン大会ファイナルで、飛石連休と電車の車掌ネタで被ってしまい結果は振るわなかった。2回目は2005年10月のレギュラー放送で流れ星☆と童話・赤ずきんちゃんネタで被ってしまうが、その時は逆に被ったことをネタにして笑いを獲りオーバー500を獲得した。また、これについて『爆笑オンエアバトル公式本7』内のインタビューで「あれはありがたかった。僕ら後半なんで逆に利用させてもらった」と語っている。
- なお佐藤は「モンスターズ」時代に2回（戦績1勝1敗 最高380KB）、黒瀬は「バレッタ」時代に1回（戦績0勝1敗 最高217KB）、それぞれ『オンエアバトル』に挑戦している。
- 『M-1』王者が『オンエアバトル』のチャンピオン大会に参戦したのはアンタッチャブルに続いて2組目。

### 漫才賞レース
M-1グランプリ2009
- 事前番組や決勝の紹介VTRでは決勝進出者としてパンクブーブーの名が発表された瞬間、周りの準決勝敗退芸人たちが大いに沸きあがって2人を祝福する姿が映っている。祝福の声や拍手が止まないあまり、まだ2組の発表が残っていた発表者は「まだ（発表が）残っていますので静かにしてください」と注意を促した。それは決勝進出者発表が終わった後も続き、『M-1グランプリ2009』舞台裏ドキュメントでは場所を移していたにも拘らず、他の芸人によるインタビューの一部がすんなり聞き取れないほど2人への祝福の声と拍手が大きく響き渡っている。ただあまりにも大泣きする黒瀬に、最終的には皆鼻白んでいたという。その後も約3時間に亘って黒瀬は号泣し続け、密着のカメラマンは録画を止めてしまった。
- ファーストラウンドでは8番手で「隣の住人」を披露。東国原英夫以外の審査員6人から90点以上を獲得し（651点）、笑い飯に次ぐ暫定2位となったためその場で最終決戦進出を決めた。審査員のオール巨人（オール阪神・巨人）からは「彼らはしゃべりも上手いしネタも上手いし、そのワンフレーズワンフレーズで一番面白い要素がたくさん入っているような気がします。ネタを作るのにね、ものすごく苦労して作ったんだと思います。最後にグーッと盛り上がって終わるのが漫才は一番いい。ただ、（ネタに）入るときにアガってるな、というのはこれは仕方ないんですが。相当上手いというか楽しめました」と高評価を受けた。
- 最終決戦では2番手で「陶芸家の弟子」を披露。ファーストラウンドで17点差をつけて1位通過した笑い飯が「ラグビー」で大スベりした結果、審査員全員から票を得て満場一致の優勝を果たした。
- メンバーはかねてから「自分たちは大一番に弱い」と公言していたが、笑い飯が「鳥人」で個人最高得点の100点を獲得したのを見て「自分たちの優勝はない」と考え「それならばいつも通りやろう。とにかく爪痕だけでも残そう」と決意した結果、完全に緊張感が抜けて漫才ができたと『M-1』優勝後のよしもとオンラインで語っている。黒瀬に至っては最終決戦のネタ中に「『バカッ』を最後に放り込んでやろう」とまで思いながらやっていたほど余裕があったという。逆にもし笑い飯がスベっていたら、あるいは笑い飯より出番が先だったら重圧と緊張で（優勝は）無理だっただろうとも語った。ライバルにとって最高のネタが、彼らの優勝を後押ししたという数奇な結末になった。最終決戦の結果発表まで優勝は笑い飯だと思っており、黒瀬は発表前にて隣にいた西田幸治（笑い飯）へ「優勝ですね」と言ってしまっていた。そのため、優勝決定の瞬間に喜びの表情を見せることもなければ抱き合うことも涙を流すこともなく、ただ驚いて呆気に取られているだけの表情を晒した唯一の優勝者となってしまい、佐藤に至っては肩を攣っていた。表彰式で感想を求められたメンバーは「決勝決まって泣いてた相方が全く泣いてない（佐藤）」「全然意味が分からない（黒瀬）」とコメントした。
- 大会実行委員長・審査委員長だった島田紳助は、「本来笑い飯はこの大会で優勝しているべきだった」と前置きした上で、「M-1で優勝するためには、M-1用の戦い方をしなければいけない。格闘技に例えるならボクシングの最終ラウンドのように、ゴングがなった瞬間からラッシュをかけなければいけない。その戦い方が完璧に出来ていたのはパンクブーブーだけ」「『ネタ時間1分』というルールだったとしても笑い飯を除けば（ネタの傾向がスロースターターのため）パンクブーブーの優勝になっていたと思う」という旨の感想を語っている。 大会後のよしもとオンラインの放送で石田明（NON STYLE）は、「パンクブーブーさんのネタを聞いた瞬間、負けたなって思いました。それくらい、『うわ、凄いなぁ…!』って思いましたね」と語っている。
- 決勝当日は数多の芸人が会場のテレビ朝日へと向かうメンバーを見送りに行ったといい、吉田大吾（POISON GIRL BAND）の話ではパンクブーブーの優勝が決まった瞬間、敗者復活会場にいた東京吉本の芸人は全員大喜びしていたという。佐田正樹（バッドボーイズ）のブログでは、2人の優勝にルミネの楽屋が大歓声に包まれた様子が描かれている。阿部浩貴（アップダウン）のブログでは、「ルミネで皆が（パンクブーブーの優勝を）喜び、祝福していました。本当に、皆から愛されているコンビだと思いました」というコメントが綴られている。ライブなどリアルタイムで『M-1』を見られない芸人仲間のために、舞台袖から嬉々として2人の優勝を報告した芸人もいたという。
- メンバーよりも周囲が狂喜したという数々のエピソードから、「史上最も舞台裏を沸かせた王者」とも呼ばれている。2人もお笑い情報誌『マンスリーよしもとPLUS』3月号（ワニブックス）にて、「自分たちが優勝した喜びよりも、周りがこんなに喜んでくれたっていう感動の方が大きかった」と語っている。また、「周りに支えられてきたのを実感して、自分たちだけの優勝と思えなかった」とも述べている。
- 『M-1グランプリ2009』以前に開催された吉本のイベント「M-1前哨戦」でも実は優勝している。そのイベントでのネタを見た真栄田賢（スリムクラブ）は感動し、パンクブーブーの今年の優勝を確信してその思いを伝えていたが「毎年泣かされているんだ、俺らがM-1王者になれるわけがない」と佐藤は自嘲するだけだったらしい。そこで真栄田の提案によって賭けをすることになり、佐藤は「自分たちが決勝進出できない方」に1万円、真栄田は「優勝する方」に1万円を賭けた。結局『M-1グランプリ2009』はパンクブーブーが優勝、スリムクラブも準決勝まで進み敗者復活戦にも参加した。パンクブーブーが優勝して間もなくに初めて2組が会った時、佐藤は「賭け負けたよ、不思議な感じだけどお前の言う通りになったな」「お前らの敗者復活のネタ、笑い飯と一緒に見ていたけど面白かった」と言って、賭けに負けた1万円と「次のM-1はお前らが優勝するに1万」の合計2万円を真栄田に渡したという（真栄田の沖縄国際映画祭ブログより）。
- 準備もまだ始まっていない6月頃から、「聞いたぞ、今年のM-1はネタがハイレベルで仕上がっているそうじゃないか」と色々な芸人から言われ面食らってその出所を尋ねてみるとケンドーコバヤシだったという。しかしそのホラは現実となり、メンバーはそう言ってもらえたことは嬉しく感謝していると述べた（マンスリーよしもとPLUS 3月号より）。
- オートバックスのCM放送が他の『M-1』王者に比べて格段に遅かった。優勝直後の『よしもとオンライン』（Yahoo!バラエティ）にて黒瀬は「CMの話になるとオートバックスの人は皆、首捻ってた。あのコンビ名と顔どうするよ?って」と語っており、「パンクブーブー（パンクした車）」というコンビ名が主な原因らしい。芸人仲間からは「オートバックスのCMが決まりそうなのにコンビ名が『パンクブーブー』だなんてある意味奇跡」「その間の悪さや運の悪さもパンクらしい」とも言われていた。大村朋宏（トータルテンボス）曰く「チャンピオンになったからといってすんなり厚遇されないのもパンクらしい」。このコンビ名は毎年『M-1』に臨んでいた当人たちの間でも度々問題視されており、一時期は「鬼切（おにぎり）」というコンビ名への改名も考えていた。
- 優勝後も暫くは予め入っていた仕事を熟す日々で、『M-1』優勝の栄光とは程遠いエピソードも多い。同じく『M-1』王者であるサンドウィッチマン・NON STYLE・笑い飯にも共通している。
  - 王者となって初めての仕事は競艇場での営業だったが、電光板の前でネタをやったところ「オッズが見えない、邪魔だ」と観客から怒鳴られてしまったという。『M-1』の3日後にはルミネの青田買いのライブへ出演。また2月になっても、新宿のショーパブにて営業に行っていた。
  - 2009年12月27日、『笑っていいとも!』（フジテレビ）の「旬すぎる芸能人」としてコーナーへ出演。「タレント名鑑に載っている」ことが出演条件だったにも拘らず、2009年時点ではタレント名鑑に掲載されていなかったのが発覚した。
  - 『M-1』の賞金授与式にて「吉本の芸人は大抵把握している」と豪語していた岡本昭彦が、優勝者として彼らの名を知らされた時に「そいつら吉本か?」と聞き返していたことが判明した。
  - 佐藤は『M-1』優勝までは電気・水道・ガスを全て止められる極貧生活を強いられており、優勝の3日後に携帯電話も止められた。そのため突如連絡が取れなくなったことで相方をはじめとする関係者を大いに慌てさせ、大騒ぎになった。黒瀬曰く「重圧で大分に帰ったのかと思った」。

M-1グランプリ2010
- 翌年度の『M-1グランプリ』にも連覇を目指し参戦。準決勝では上位8組が決勝進出というルールの中、9位で敗退。
- その後、準々決勝以上の進出者が参加資格を有する敗者復活戦へ出場。準々決勝での順位が下の組からネタを披露するというルールだったため、9位のパンクブーブーは大トリだったが敗者復活を勝ち取り、2年連続の決勝進出を果たす。
- ファーストラウンドでは、前年度までとはスタイルを大きく変えた「勘違い漫才」を披露。6人の審査員から94点以上を獲得し、敗者復活枠としては歴代1位の「668点」を記録。奇しくも前年度・今年度の笑い飯と同じ点数となり、会場は大きく響めいた。審査員の紳助からは「現段階ではダントツ」、大竹一樹（さまぁ〜ず）からは「さすがチャンピオンですね。敗者復活を差し引いて、その期待値をさらに超えてくる」と高評価を受けた。
- 笑い飯よりも高い点をつけた審査員が多かったため1位通過となり、最終決戦では3番手で登場。しかし1本目とほぼ同じパターンのネタだったため食傷気味になったのか最終審査では1票も獲得できず3位に終わり、笑い飯に前年度の雪辱を果たされる結果となった。
- 審査員の渡辺正行は、表彰式後の審査員総評で「ネタのパターンを変えてくれば良かった」とコメントしていた。後に渡辺は自身のブログにおいて「2本目はスリムクラブも笑い飯も同じぐらいの面白さだったため、パンクブーブーが笑いの量的に抜くことを審査員全員が期待していた。（省略）しかし、あまりにも同じパターンだったから観客に次の展開が分かってしまう。（省略）はっきりスベった感があった。同じギャグのパターンだけが目立った」と綴っていた。
- メンバーは最終決戦のネタについては「結果は裏目に出たが後悔はしていない」という趣旨の発言をしている。『M-1』終了後のよしもとオンラインで黒瀬は「2本目のネタについては申し訳ない」と語りながらも、「2本とも同じパターンでいくことは2人の間で決めていた」と語った。佐藤も『M-1』終了後の自身のブログ内で、「どうしても2本とも同じパターンにこだわりたかった。去年は今までの集大成で優勝しました。だから漫才師としてさらに上を目指すにはどうしても今年作った新しいパターン、そして僕らならではのパターンにこだわって、最後まで貫きたかったという理由でのネタチョイスでした」という趣旨を述べ、2本目のネタはこの1年間で新たに蓄えた力、新しい漫才スタイルのみでどこまで進むことが出来るかという漫才師としての挑戦であり、「それを貫いた上での連覇」こそが自分たちの目指していたものだったと語っていた。
- その後のテレビや取材では佐藤が「まさか2本目があんなにスベるとは思わなかった（黒瀬が「スベってはねぇわ!」とツッコむことが多い）」「どうせスベるなら『チンポジ』（詳しくは笑い飯の項目を参照）とでも言っとけば良かった」などと自虐ネタにしている。また、『M-1リターンズ2010』では番組スタッフから「佐藤は出番直前に家族の写真（夫人と当時誕生したばかりの息子の写真）を見て本番に臨んだが、2009年度は出番直前までエロ画像を見ていた」ことを暴露される。黒瀬はこの事実をその時までは一切知らなかったため、かなりショックを受けていた。

日清食品 THE MANZAI 2011
- 本戦サーキットを断トツで通過。グループ戦では前年の『M-1グランプリ』で披露したネタと同様の、佐藤の話が悉く想像を裏切っていくパターンの漫才である「本当にあった怖い話」を披露。国民ワラテン1位で1票、9人の審査員のうち8人から票を貰い合計9票獲得、ファイナルラウンドへ駒を進める｡
- その後のファイナルラウンドではネタ種を変え、従来のコント漫才で「新聞の勧誘」を披露。5票を獲得して初代王者となった。結果として、前年の『M-1グランプリ2010』で審査員の渡辺正行（『THE MANZAI 2011』でも審査員を務めていた）が表彰式後の審査員総評でコメントしていた「ネタのパターンを変えてくれば良かった」との批評が奇しくも的中した形となった｡

2冠達成後
- 『M-1』としては5年ぶりの復活となる『M-1グランプリ2015』では決勝の審査員を歴代王者が務め、パンクブーブーからは佐藤が出演した。

## 評価
まだ無名だった福岡時代から佐藤の評価は高く、博多大吉は「福岡吉本にこんな天才が入ってきた」と驚愕、博多華丸曰く「あれは早く世に出るべきだと誰もが言っていた」という。またコンバット満曰く、福岡吉本の屋台骨を支えていた当時の華丸・大吉は、舞台で他の後輩の出番の時には余裕から笑顔を浮かべていたが、佐藤が舞台に立つと完成度の高さに笑みが消え、その姿に緊張感が漂っていたらしい。コンバットは佐藤を「華丸・大吉に初めて危機感を抱かせた男」だと語っている。佐藤曰くモンスターズ時代に巨人師匠にネタ見せする機会があってその際、「君は少し時間がかかるかもしれない」と評されたとのこと。それを「時間をかけさえすれば大丈夫」と前向きに捉え、その言葉を励みに努力を重ねてきたという。2010年1月31日放送の『行列のできる法律相談所』（日本テレビ系）にてこのエピソードを披露した際、MCの紳助は「"時間がかかる"ということは"可能性がある"ということ」と述べている。しかし福岡時代から高い評価を得ていた佐藤とは対照的に、福岡時代の黒瀬について華丸・大吉は「思い出が全然記憶にない」「当時の相方（上荒磯勇）のほうが器用で、印象に残っている」と述べている。そのため、「東京に行ってから大きく成長した」と評されている。
陣内智則は2010年6月9日放送の『ジャイケルマクソン』（毎日放送）にて「こいつら（パンクブーブー）は芸人の間で、面白いってずっと言われてきていた」と語っている。
『M-1グランプリ』においても早くから決勝進出有力候補だったことが、『M-1グランプリ2009』決勝での今田耕司や品川祐（品川庄司）のコメントで判明している。毎年『M-1』に挑むも準決勝敗退を繰り返していたが、その実力を認めていた他の芸人たちからは厚意や激励を受けていた。今田や華丸・大吉は2人の優勝の数年前から「お前らは絶対にM-1を獲る」と太鼓判を押し、桂三度は「なんとしてもM-1獲ろうぜ」と励ましながら自身のライブに2人を継続出演させていたという。
有田哲平（くりぃむしちゅー）も、『M-1』優勝最有力の芸人として早くから彼らに注目していたという旨を2009年1月25日放送の『しゃべくり007』（日本テレビ）にて語っている他、内村光良（ウッチャンナンチャン）も『ウンナン極限ネタバトル! ザ・イロモネア 笑わせたら100万円』（TBSテレビ）のゴールドラッシュにてまだ無名だった2人が参戦した時、「漫才の腕前を更に上げられまして…」というコメントをしている。勝俣州和も『爆笑レッドカーペット』（フジテレビ）にてネタを絶賛し、2008年の時点で「今年のM-1はパンクブーブーがくると思う」と明言していた（その後に2010年8月1日の同番組内で、当時のVTRを見て「この時点で完成されている、M-1を獲ったのは当然だ」とも称賛している）。『M-1グランプリ2009』決勝進出者発表を間近に控えたお笑い雑誌の優勝予想者アンケートでは、世間的な知名度は決して高くなかったにも拘らず第5位に食い込んでもいる。
非常に緊張しやすくなかなか実力を発揮できないことでも有名だったらしく、『M-1』決勝では今田がパンクブーブーについて「緊張しい」「噛まないか心配だった」とコメントしており、『M-1グランプリ2009』完全版DVDでも、華丸・大吉とタカトシがそれとほぼ同趣旨の発言をしている（さらにその際、黒瀬も「みんなから言われた」と同調しており、『M-1』優勝後のよしもとオンラインでは「自分たちはすぐに緊張するので大舞台に弱い」とも認めている）。
トータルテンボスはパンクブーブーの実力を早くから認めており、2007年の『M-1グランプリ』終了後、大村は『ヨシモト∞』に出演した際のトークで「サンドウィッチマンかパンクブーブーが敗者復活戦の勢いをもってきたら危ないと思っていた」とコメントしている。藤田憲右は2008年12月8日付けの自身のブログにて2008年の『M-1グランプリ』でパンクブーブーが準決勝敗退に終わったのを惜しむと共に、彼らが躍進に値する芸人だと認めて励ましの言葉を贈っている。さらにその際、「今年（2008年）の敗者復活でも来年（2009年）でもいい、もし彼らが決勝の舞台に立てば、初出場で優勝という結果が待っているだろうと思います」と予言めいたコメントを記している。トータルテンボスの2人とも、2009年の『M-1グランプリ』にて決勝進出を果たした際、自身のブログで賛辞を送っている。
『M-1グランプリ2009』終了後、オール巨人はブログ内で「ネタが非常に面白く、2人とも力がある。優勝は当然の結果だと思う」と賞賛している。

## 賞レース成績・受賞歴など

### M-1グランプリ
| 年     | 結果       | エントリーNo. | 備考                                                         |
| ------ | ---------- | ------------- | ------------------------------------------------------------ |
| 2001年 | 3回戦敗退  |               |                                                              |
| 2002年 | 2回戦敗退  |               |                                                              |
| 2003年 | 準決勝敗退 | 165           |                                                              |
| 2004年 | 準決勝敗退 |               |                                                              |
| 2005年 | 3回戦敗退  | 3361          |                                                              |
| 2006年 | 準決勝敗退 |               |                                                              |
| 2007年 | 準決勝敗退 |               |                                                              |
| 2008年 | 準決勝敗退 | 4489          |                                                              |
| 2009年 | 優勝       | 4610          | 決勝キャッチコピー「9年目の正直」ファーストラウンド 2位通過  |
| 2010年 | 決勝3位    | 4820          | ラストイヤー、予選9位、敗者復活組 ファーストラウンド 1位通過 |

### 爆笑オンエアバトル チャンピオン大会
| 回（年）         | 結果                    | 備考                            |
| ---------------- | ----------------------- | ------------------------------- |
| 第6回（2004年）  | セミファイナル敗退      | Bブロック 6位                   |
| 第7回（2005年）  | ファイナル11位          | セミファイナルBブロック 1位通過 |
| 第8回（2006年）  | セミファイナル敗退      | Bブロック 6位                   |
| 第11回（2009年） | ファイナル4位           | セミファイナルAブロック 1位通過 |
| 第12回（2010年） | 視聴者投票1位バトル敗退 | 4位                             |

### 日清食品 THE MANZAI
| 年     | 結果 | 備考              |
| ------ | ---- | ----------------- |
| 2011年 | 優勝 | 本戦サーキット1位 |

## 出演

### 情報・バラエティ番組
過去のレギュラー番組
- 爆報! THE フライデー（2011年 - 2021年、TBS）- 準レギュラー
- ミタパンブー（2012年1月9日 - 10月3日、フジテレビ）[13]
- タマリバ（テレビ西日本）「パンクブーブーの福岡スマイルハンター」コーナーレギュラー
- あるあるYYテレビ（2012年4月27日 - 2013年3月28日、TVQ九州放送）- 隔週水曜レギュラー、2012年12月まで毎週水曜
- 土曜もアサデス。（2015年10月3日 - 2018年3月24日、九州朝日放送）- 佐藤
- 天才てれびくんYOU（2017年度 - 2019年度、NHK Eテレ）- 現地調査員「佐藤7段」「黒瀬6段」として出演
- Abema Game 9 アゲナイッ! チューズデー（2018年1月23日 - 4月10日、AbemaTV）- MC
- パンブーのとりあえずナマ!?（2019年4月6日 - 2020年3月28日、TVQ九州放送）- MC[14]
- Cheeky's a GoGo!（2022年3月21日 - 2023年6月28日、BSよしもと）- 水曜MC
- アサデス。九州・山口 → アサデス。7（2013年7月2日 - 2022年3月29日、九州朝日放送）- 火曜「暮らしのハウトゥー BooBooハウス」担当
- 水と緑の物語（2010年・2014年・2015年・2016年・2018年、九州朝日放送）- 2018年は黒瀬のみ、特別番組
- キニナル金曜日 - 不定期

### テレビドラマ
- 24時間あたためますか?〜疾風怒涛コンビニ伝〜（2008年3月15日、日本テレビ）- 「コンビーノ24」の店長 役
- 連続テレビ小説 まれ 第20週（2015年、NHK総合）- 木俣 役（佐藤）、小平 役（黒瀬）

### ラジオ
過去のレギュラー番組
- 4ROOMS（2010年4月1日 - 9月30日、TOKYO FM）- 火曜日担当

その他の出演番組
- ヤンピース（ニッポン放送）
- 爆笑スペシャルライブinマイカル桑名（2008年12月31日、CBCラジオ）
- パンクブーブーのオールナイトニッポンR（2010年1月2日、ニッポン放送）特別番組として放送

### CM
- オートバックス[15]

### 舞台
- 神保町花月
  - 『月の明かり』（博多篇、2009年8月12日 - 14日・17日）

## 映像・音楽作品

### CD
- 「恋のパンクブーブー」（2012年8月8日）おたこぷーが振り付けを担当。
  - 作詞 : hiroyukisuezaki
  - 作曲 : 浅田将明

### DVD
- 「M-1グランプリ2003完全版 〜M-1戦士の熱き魂〜」（敗者復活戦）
- 「M-1グランプリ2004完全版 〜いざ!M-1戦国時代へ “東京勢の逆襲”〜」（敗者復活戦）
- 「M-1グランプリ2006完全版 史上初!新たなる伝説の誕生 〜完全優勝への道〜」（敗者復活戦）
- 「M-1グランプリ2007完全版 敗者復活から頂上（てっぺん）へ 〜波乱の完全記録〜」（敗者復活戦）
- 「The Best of ヨシモト∞（無限大） Vol.2」
- 「ルミネ the よしもと〜業界イチの青田買い2009冬〜」
- 「非売よしもと本物流〜月刊レンタルDVD」（2005年8月号赤版、2005年9月号青版、2005年9月号赤版）
- 「爆笑オンエアバトル パンクブーブー」2003年6月13日 - 2009年7月24日までの放送分24回を収録。

## 書籍・雑誌
- Kindai「パンクブーブー×水崎綾女のジェネレーションギャップをのりこえろ!」（近代映画社）
- お笑いTYPHOON!JAPAN Vol.4
- 爆笑オンエアバトル5、爆笑編・熱唱編、7

## 単独ライブ
- 2005年
  - 1月24日 - 「おパンクさん3」（新宿シアターモリエール/東京）
- 2007年
  - 7月22日 - 「ブーブー言ったらいいとおもいなさんな!」（シアターブラッツ/東京）
- 2009年
  - 9月26日 - 「おパンク村」（シアターD/東京）